# Nemoura nigrodentata
Nemoura nigrodentata är en bäcksländeart som beskrevs av Zhiltzova 1980. Nemoura nigrodentata ingår i släktet Nemoura och familjen kryssbäcksländor. Inga underarter finns listade i Catalogue of Life.